# Dithecodes aniara
Dithecodes aniara là một loài bướm đêm trong họ Geometridae.